# Koszele (wieś)
Koszele (dodatkowa nazwa w języku białoruskim Кошэлі) – wieś w Polsce, położona w województwie podlaskim, w powiecie bielskim, w gminie Orla.
W latach 1975–1998 miejscowość administracyjnie należała do województwa białostockiego.
Prawosławni mieszkańcy wsi należą do parafii św. Michała Archanioła w Orli, a wierni kościoła rzymskokatolickiego do parafii Najświętszej Opatrzności Bożej w Bielsku Podlaskim.

## Położenie
Wieś, zamieszkana przez ludność białoruską wyznania prawosławnego, znajduje się bardzo blisko wsi Orla, z którą graniczy przez rzekę Orlankę. Odległość pomiędzy dwiema wsiami wynosi ok. 300 m. Najbliższym miastem jest Bielsk Podlaski, oddalony o ok. 12 km.

## Historia
Powstanie wsi wiązało się z ożywieniem ruchu handlowego na trakcie z Bielska do Kamieńca Litewskiego i dalej do Kobrynia, Pińska i Turowa. Przy traktach, nieopodal bielskiego zamku, zostali osadzeni bojarzy. Na północ od Bielska nieopodal traktu litewskiego osiedlili się Hryniewicze. Bojarzy, którzy osiedlili się przy trakcie suraskim dali początek wsi Bańki. Niedaleko traktu brzeskiego, w "Lesie Topczykalskim", zostali osadzeni bojarzy dając początek wsi Topczykały. Bojarską przeszłość ma również położona przy trakcie kamieńskim niewielka Wólka.
Przy tym trakcie, nieopodal rzeki Orlej (Orlanka) osadzono bojarów którzy swą miejscowość nazwali Koszelami. O bojarskich początkach wsi świadczy nazwa południowej jej części, brzmiąca właśnie „Bojary”. Bojarom zawdzięcza również swą nazwę położone nieopodal Koszel uroczysko „Bojarska Hora”. Powinnością bojarów Koszelowskich i Wólczańskich było roznoszenie poczty oraz nadzór nad traktem kamieńskim. Mogli się oni ponadto zajmować wydobywaniem i przetapianiem rudy darniowej.
Z Koszel trakt podążał w kierunku starych osad Ruduty (Reduty) i Ruda (Rudka). Dalej trakt biegł przez osadę Obychodnik (dziś Grabowiec), Żarywiec (Dubicze Cerkiewne), by dalej wkroczyć w ostępy Puszczy Kamienieckiej (Puszcza Białowieska). Pierwsza pisana wzmianka o miejscowości wchodzącej w skład obecnej parafii orlańskiej pochodzi z 1495r i dotyczy Koszel. Przywilej ma prawo magdeburskie wydany dla Bielska przez wielkiego księcia Aleksandra, określając granice gruntów miejskich wspomina, że "rozciągają się one z jednej strony do wsi Koszele".
- (Pierwsze wzmianki pisane o miejscowościach wchodzących w skład obecnej gminy Orla pochodzą dopiero z drugiej połowy XV wieku. Około 1490 r. podkoniuszy wileński Wasko Doroszkiewicz, za pozwoleniem Kazimierza Jagiellończyka, zakupił w bielskim powiecie Szemotycze?, Nowosielce (obecnie Mikłasze) oraz Werweczyce (wieś uległa zagładzie w czasie epidemii). Z roku 1495 dowiadujemy się o wsi Bojarskiej Koszele. Jej grunta sąsiadowały bezpośrednio z terenami miejskimi Bielska, dokładnie z jego przedmieściem o nazwie Spiczki.)*

- - W opisie granic okręgu miejskiego czytamy: Civitatis ejusdem circummetus et granicies limitantes ex una parte ad Coszelie villam, ex alia vero usque ad Krywa flumen, et ea alia usque Wierhuszewka fluvolium ("Co się tyczy granic miasta Bielska, to one ciągną się z jednej strony do wsi Koszele, z drugiej – do rzeczki Krywej, a z trzeciej do rzeczułki Wierhuszewki")**

W roku 1500 król Aleksander sprowadził do Bielska Jeskę Iwanowicza, kniazia smoleńskiego i nadał mu tytuł wójta z prawem założenia miasta na "żerebiach" koszelowskich, werweczyńskich i "Lesie Topczykalskim". Niaznane bliżej okoliczności nie pozwoliły kniaziowi Iwanowi na założenie miasta na Orlej. Z tego powodu zniecierpliwiony król odebrał mu "Las Topczykalski", przekazując go Piotrowi Fursowi. W rękach kniazia Jeski Iwanowicza pozostały Koszele i Werweczki. Przed 1510 rokiem dobrami zainteresował się Michajło Bohusz Bohowitynowicz, podskarbi litewski, dążący do wzmocnienia swojej pozycji majątkowej na Podlasiu. W 1510 roku możni dobili targu.
Dwa lata później Michajło Bohusz Bohowitynowicz zamienił swe dobra steckowskie w powiecie słonimskim na wieś Topczykały. Bohusz Bohowitynowicz bardzo energicznie przystąpił do zagospodarowywania swych nowych majętności. Pierwszym etapem było rozgraniczenie starostwa bielskiego od dóbr królewskich. W tym też celu król Zygmunt Stary polecił leśniczemu podlaskiemu Andrzejowi Borysewiczowi Łozce oddzielić dobra Koszele i Topczykały od Puszczy Białowieskiej. W taki sposób uformował się zalążek przyszłej włości orlańskiej.
Według ludowej tradycji przytoczonej przez Mikołaja Leszczyńskiego Koszele są starsze od Orli o 60 lat.
W miejscowości znajduje się cmentarz prawosławny założony w XIX wieku.

## Demografia
Według Pierwszego Powszechnego Spisu Ludności, przeprowadzonego w 1921 r., wieś Koszele liczyła 228 mieszkańców (110 kobiet i 118 mężczyzn) zamieszkałych w 43 domach. Wszyscy ówcześni mieszkańcy miejscowości zadeklarowali białoruską przynależność narodową oraz wyznanie prawosławne.